# لوچری
لوچری (به ایتالیایی: Loceri) یک کومونه در ایتالیا است که در استان الیاسترا واقع شده‌است.

## خصوصیات
لوچری ۱۹٫۳ کیلومترمربع مساحت و ۱٬۲۹۰ نفر جمعیت دارد و ۲۰۶ متر بالاتر از سطح دریا واقع شده‌است.